# Cá ó điểm hoa
Aetomylaeus maculatus là một loài cá thuộc họ Myliobatidae. Nó được tìm thấy ở Trung Quốc, Ấn Độ, Indonesia, Malaysia, Singapore, Sri Lanka, Đài Loan, and Thái Lan. Các môi trường sống tự nhiên của chúng là biển mở, biển nông, bãi dưới triều và cửa sông ven biển.